# Associazione Calcio Sansovino 2003-2004
Questa pagina raccoglie le informazioni riguardanti l'Associazione Calcio Sansovino nelle competizioni ufficiali della stagione 2003-2004.

## Rosa
| N. |                   | Ruolo | Calciatore             |
| -- | ----------------- | ----- | ---------------------- |
|    | Italia (bandiera) | P     | Massimiliano Benassi   |
|    | Italia (bandiera) | A     | Massimiliano Bongiorni |
|    | Italia (bandiera) | D     | Stefano Borghesi       |
|    | Italia (bandiera) | C     | Filippo Borgogni       |
|    | Italia (bandiera) | A     | Pier Paolo Bresciani   |
|    | Italia (bandiera) | A     | Giacomo Bugossi        |
|    | Italia (bandiera) | D     | Marco Fara             |
|    | Italia (bandiera) | C     | Riccardo Fatone        |
|    | Italia (bandiera) | C     | Marco Gallorini        |
|    | Italia (bandiera) | P     | Marco Gioli            |
|    | Italia (bandiera) | D     | Andrea Iozzia          |
|    | Italia (bandiera) | A     | Gabriele Luzi          |
|    | Italia (bandiera) | D     | Simone Marmorini       |

| N. |                      | Ruolo | Calciatore            |
| -- | -------------------- | ----- | --------------------- |
|    | Italia (bandiera)    | C     | Francesco Meacci      |
|    | Italia (bandiera)    | D     | Alessandro Napoletano |
|    | Italia (bandiera)    | D     | Gregorio Pagliucoli   |
|    | Australia (bandiera) | A     | Maurizio Pagniello    |
|    | Italia (bandiera)    | C     | Marco Peruzzi         |
|    | Italia (bandiera)    | D     | Valerio Quondamatteo  |
|    | Italia (bandiera)    | A     | Leandro Reali         |
|    | Italia (bandiera)    | C     | Andrea Rossi          |
|    | Italia (bandiera)    | C     | Giovanni Ruscio       |
|    | Italia (bandiera)    | D     | Filippo Verdiani      |
|    | Italia (bandiera)    | C     | Simone Vespignani     |
|    | Italia (bandiera)    | C     | Alessandro Vestri     |
|    | Italia (bandiera)    | D     | Federico Viviani      |